# Te Kopuru
Te Kopuru – miasto w Nowej Zelandii, na Wyspie Północnej, w regionie Northland.